# Alvise Vivarini
Alvise Vivarini nebo Luigi Vivarini (kolem 1450 Benátky – kolem 1504 Benátky) byl italský renesanční malíř, poslední významný člen malířské dynastine Vivariniů. Jeho otcem byl Antonio Vivarini a jeho strýcem a snad i učitelem Bartolomeo Vivarini. Kromě toho Alviseho strýc z matčiny strany, který pracoval u jeho otce, byl umělec Giovanni d’Alemagna. Alviseho žákem byl Marco Basaiti a možná i Jacopo de' Barbari.

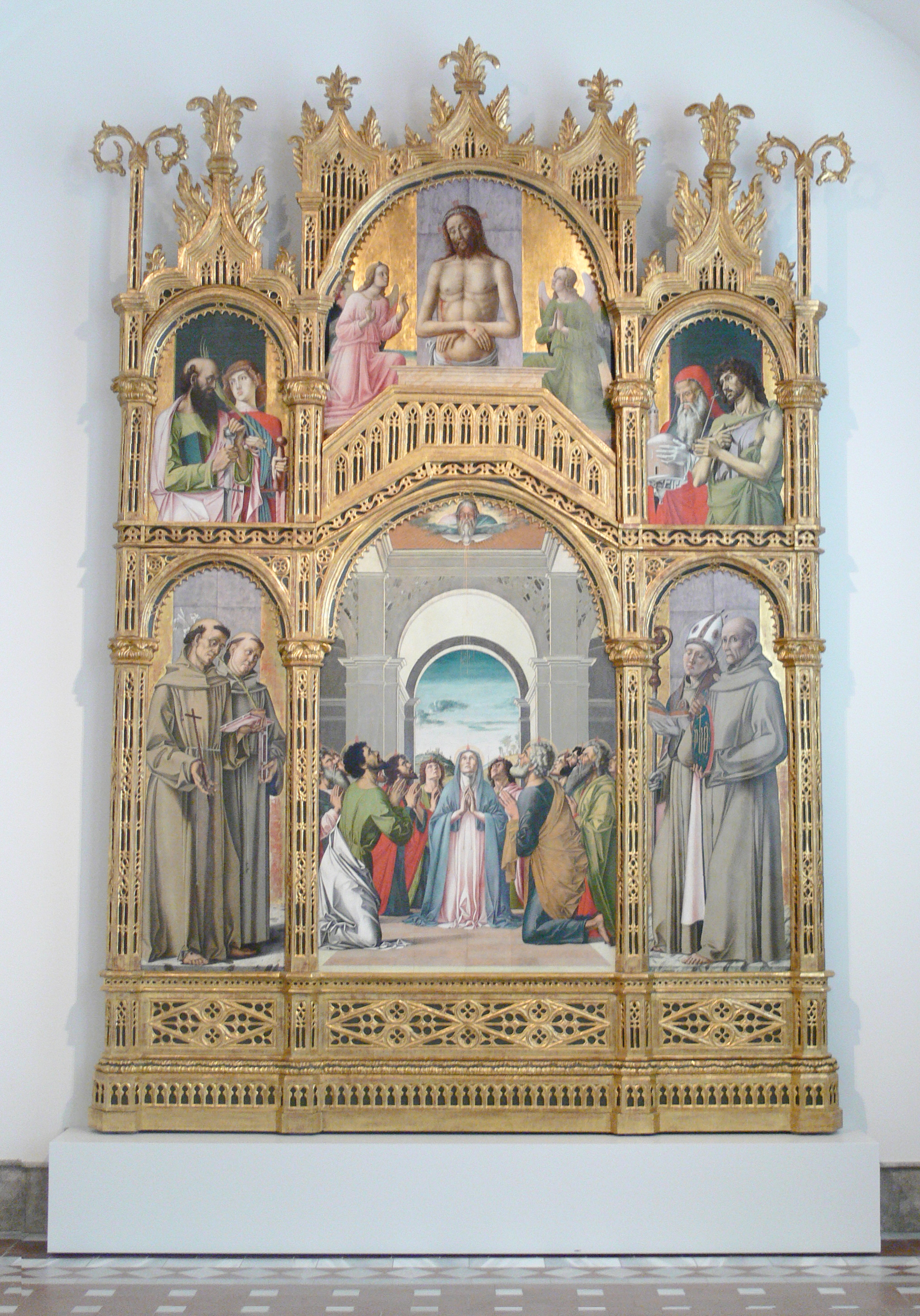
Alvise Vivarini: Letniční oltář

Alvise Vivarini je považován za vůdčího benátského výtvarníka před nástupem Giovanniho Belliniho. Za svou velkoformátovou malbu v sále Velké rady v benátském Dóžecím paláci byl roku 1492 odměněn čestným titulem Depentor in Gran Conseio a získal stálé stipendium pět dukátů měsíčně.